# Alena Vasileŭna Aładava
Alena Vasileŭna Aładava (nhũ danh: Puk; tiếng Belarus: Алена Васілеўна Аладава; 22 tháng 5 năm 1907 – 29 tháng 5 năm 1986) là một nhà sử học nghệ thuật và giám tuyển Liên Xô, bà là giám đốc Bảo tàng Nghệ thuật Quốc gia Belarus từ năm 1944 đến năm 1977. Aładava có công tái thiết bộ sưu tập của bảo tàng trong thời kỳ hậu chiến ở Belarus, theo dõi các bộ sưu tập bị mất, thu thập các tác phẩm mới và thực hiện các chuyến thám hiểm đến các vùng của quốc gia để tìm kiếm các tác phẩm hiện hành.

## Tiểu sử
Alena Puk sinh năm 1907. Bà học tại Đại học Quốc gia Belarus. Năm 1928, Aładava kết hôn với Mikalaj Iĺič Aladaŭ, là nhà soạn nhạc và Giám đốc Nhạc viện Belarus. Họ có ba người con, nhà âm nhạc học Radaslava Mikalajeŭna Aladava, kiến trúc sư Valmen Aladov, và Gemir.
Trước khi Quốc xã xâm lược Belarus năm 1941, Aładava làm việc tại Bảo tàng Nghệ thuật Quốc gia Belarus ở Minsk, với tư cách là Trưởng ban Nghệ thuật Nga và Belarus. Trong cuộc xâm lược năm 1941, tất cả 2771 tác phẩm từ bộ sưu tập bị đánh cắp; một số được Hans Posse và Cajetan Müllmann tính toán chọn lọc, cho các bộ sưu tập của Đức.
Từ Minsk, Aładava sơ tán đến Saratov, nơi đây bà làm việc tại Bảo tàng Radishchev. Vào tháng 1 năm 1944, bà chuyển đến Moskva và phụ trách một cuộc triển lãm nghệ thuật Belarus mang tên "Belarus còn sống! Belarus đấu tranh!" Do đó, một số phòng trong Tòa nhà Công đoàn Minsk được phân bổ cho Aładava để điều hành một phòng trưng bày quốc gia, cuối cùng mở cửa vào năm 1947.
Sau khi Thế chiến II kết thúc, Aładava đứng đầu việc dựng lại bộ sưu tập nghệ thuật quốc gia. Bà được bổ nhiệm làm Giám đốc vào năm 1944 và một trong những công việc đầu tiên của bà là tổ chức kiểm kê tác phẩm đầu tiên của phòng trưng bày, hoàn toàn dựa trên trí nhớ của các nhân viên, vì không có danh sách nào trước đó được lập. Việc kiểm kê cho phép Aładava theo dõi các tác phẩm nghệ thuật bị đánh cắp từ bộ sưu tập của Belarus, trong số đó nằm trong các bộ sưu tập tư nhân của Nga và tổ chức việc thu hồi chúng. Công việc của bà liên quan đến việc mua tác phẩm nghệ thuật từ các nghệ sĩ như Boris Mikhaylovich Kustodiev, Vasily Dmitrievich Polenov, Karl Pavlovich Bryullov và Isaac Ilyich Levitan.
Năm 1957, cùng những nỗ lực của Aładava, một tòa nhà mới dành cho bảo tàng nghệ thuật, do Mikhail Baklanov thiết kế, được trưng bày lần đầu tiên. Bà dẫn đầu một số cuộc thám hiểm nghiên cứu trong thời gian làm Giám đốc, đặc biệt phát hiện ra tượng thánh Đức Mẹ Đồng trinh Hodegetria tại Smolensk của Dubyanets vào năm 1958. Trong một dịp, khi đang là giám đốc bảo tàng, Aładava than phiền về việc thiếu nguồn tài trợ với nghệ sĩ Nadia Khodasevich Léger khi bà đến thăm. Léger lấy một chiếc trâm vàng từ áo khoác của mình và tặng cho Aładava để ủng hộ bảo tàng. Aladava từ chối nhận nó.
Aładava nghỉ hưu năm 1977. Người kế nhiệm bà là Yury Karachun, từng là Chủ tịch Phân ban Belarus của Hội đồng Bảo tàng Quốc tế (ICOM). Bà qua đời năm 1986.

## Di sản

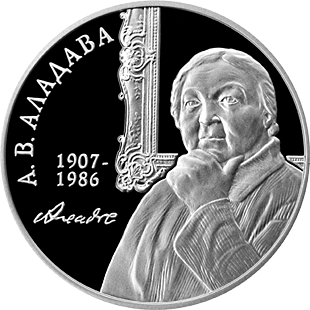
Aładava trên mặt sau của đồng rúp Belarus

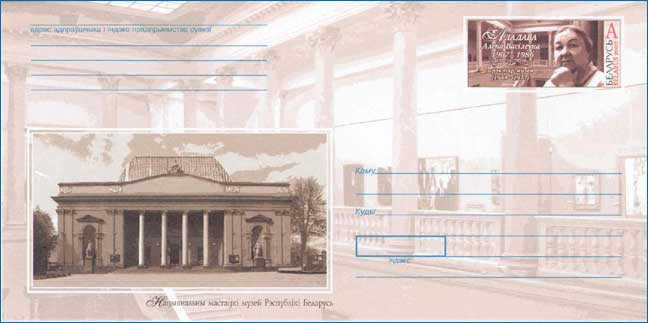
Aładava trên bưu thiếp Belarus năm 2007

Để kỷ niệm một trăm năm ngày sinh Aładava, chân dung của bà được in trên đồng xu 1 và 10 rúp. Chân dung của bà cũng được in trên một con tem kỷ niệm.

## Giải thưởng
- Lao động Nghệ thuật Danh dự của BSSR